# 板垣雄三
板垣 雄三（いたがき ゆうぞう、1931年2月5日 - ）は、日本のイスラム学者。東京大学名誉教授、東京経済大学名誉教授。文化功労者。

## 来歴・人物
東京市本郷生まれ、1953年東京大学文学部西洋史学科卒業、1956年同大学院修士課程修了、東京都立竹早高校教諭、1960年東京大学東洋文化研究所助手、1965-1966年アラブ連合共和国へ出張。1966年東京外国語大学アジア・アフリカ言語文化研究所（AA研）専任講師、1967年助教授、1971年東京大学教養学部助教授兼任（歴史）、1972年でAA研兼任解職、1976年東京大学教養学部教授、1986年同大東洋文化研究所教授兼任、1987年同大教養学部兼任解職、1991年定年退官、名誉教授、東京経済大学特任教授、1993年教授。1997年コミュニケーション学部長。2001年定年退職、名誉教授。
1964年アジア経済研究所発展途上国研究奨励賞、1989年大同生命地域研究奨励賞、1991年JCJ特別賞受賞。2003年文化功労者。日本中東学会会長、日本イスラム協会理事長、アジア中東学会連合会長、日本学術会議会員。
江口朴郎に学び、現代エジプトについて論じ、その後、1970年代にはパレスチナ問題に研究対象を移し、さらに1980年代以降は「イスラームの都市性」などの重点領域研究を切り拓いた。湾岸戦争から9.11テロ、イラク戦争に際しては、米国の中東政策などに関して積極的な発言を行なった。

## 著書

### 単著
- 『日本人よ、覚悟はできているか! 世界の集中砲火をどうするか「これから始まる日本の湾岸戦争」』ベストセラーズ（ワニの本）、1991年
- 『歴史の現在と地域学 現代中東への視角』岩波書店、1992年
- 『石の叫びに耳を澄ます 中東和平の探索』平凡社、1992年
- 『イスラーム誤認 衝突から対話へ』岩波書店、2003年

### 共著・編著
- 『アラブの現代史』 中岡三益共著、東洋経済新報社、1959年
- 『中東ハンドブック』 講談社、1978年
- 『パレスチナ人とユダヤ人 日本から中東をみる視点』 吉田悟郎共編、三省堂、1984年
- 『概説イスラーム史』 佐藤次高共編、有斐閣選書、1986年
- 『新アジア学』 荒木重雄 亜紀書房、1987年
- 『交感するリビア 中東と日本を結ぶ』 江口朴郎 藤原書店、1990年
- 『「クウェート危機」を読み解く イラクの動向と日本の視点』 第三書館、1990年
- 『中東パースペクティブ 中東の変化を予測するための12章』 第三書館、1990年
- 『中東アナリシス 湾岸戦争後の中東諸国事情』 第三書館、1991年
- 『中東湾岸戦争と日本 中東研究者の提言』 第三書館、1991年
- 『新・中東ハンドブック』 講談社、1992年
- 『事典イスラームの都市性』 後藤明共編、亜紀書房、1992年
- 『世界史の構想』 朝日新聞社、1993年
- 『「対テロ戦争」とイスラム世界』 岩波新書、2002年
- 『メガ帝国主義の出現とイスラーム・グローバル現象』 マフディ・エルマンジュラ共著、仲正昌樹編輯、世界書院、2004年
- 『日本人の洗濯を考えるエッセンス』黒川清,猪口孝, 田辺功共著. 西村書店, 2005

### 監修
- エドワード・サイード　『オリエンタリズム』今沢紀子訳、平凡社〈平凡社ライブラリー〉、1993年。
- フランシス・ロビンスン『イスラム世界 普及版 (図説世界文化地理大百科) 監訳. 朝倉書店, 2008
- ケヴィン・バレット編著『シャルリ・エブド事件を読み解く 世界の自由思想家たちがフランス版9.11を問う』監訳・解説. 第三書館, 2017